# Тифула корененосна
Тифула корененосна (Typhula phacorrhiza) — вид грибів із родини Typhulaceae. Цей таксон був вперше діагностований у 1780 році Йоганном Якобом Райхардом, який назвав його Clavaria phacorrhiza. Сучасну назву, визнану Index Fungorum, дав йому Еліас Магнус Фріс у 1818 році.

## Морфологія
Плодове тіло 4–12 см заввишки, циліндричної або ниткоподібної форми з малороздільною короткою ніжкою. Спочатку від жовто-коричневого до червоно-коричневого кольору, потім (при дозріванні) білуватий. Плодове тіло розвивається з прикріпленого до землі дископодібного жовто-коричневого склероція розміром 2–3 × 0,5 мм. Плодове тіло злегка запушене. Спори 12–16 × 4,5–5,5 мкм, циліндричні або еліпсоїдні.

## Поширення і середовище проживання
Вид зареєстрований у Північній Америці, Європі та Азії, найчастіше в Європі.
Зустрічається на галявинах, полях і лісових дорогах, де росте на гниючих гілках листяних дерев, їх опалому листі та відмерлих стеблах трави та інших рослин. Плодові тіла найчастіше з'являються з серпня по листопад.